# 中町 (福島市)
中町（なかまち）は、福島県福島市の町名。丁番を持たない単独町名である。郵便番号は960-8043。

## 地理
市の本庁所管にあたる中央東地域に属する。福島駅東口の駅前繁華街のすぐ南に位置する。東西は福島市道中町柳町線（東裡通り）から福島市道早稲町清明町4号線（西裡通り）にかけての約170m、南北は福島市道荒町1号線から福島市道中町杉妻町線にかけての約280mの範囲を町域とする。北で本町、北東で大町、東で杉妻町、南で荒町、南西で五月町、北西で早稲町と隣接する。福島県庁を擁する杉妻町のすぐ西側ということもあり、福島県の外郭団体や省庁の出先機関など官公庁が多く存在する。上町に所在する 福島警察署及び天神町に所在する福島消防署のそれぞれ管轄にあたる。

## 歴史
江戸時代以前の福島城下町の8町のうちの一つであり、江戸時代より区域の変更は大きく行われていない。町域の中央を南北に旧奥州街道が貫いており、1882年に県庁正門へ至る東西の道路である旧高湯街道が開削された。近年では2002年7月竣工のサーパス中町を皮切りに高層マンションの建築も盛んに行われ、2007年に建設されたタワーマンションであるシティータワー福島は高さ82mと市内で最も高い建造物である。

## 世帯数と人口
2020年（令和2年）11月30日現在の世帯数と人口は以下の通りである。
| 町丁 | 世帯数  | 人口  |
| ---- | ------- | ----- |
| 中町 | 292世帯 | 557人 |

## 小・中学校の学区
市立小・中学校に通う場合、学区は以下の通りとなる。
| 番地 | 小学校                 | 中学校                 |
| ---- | ---------------------- | ---------------------- |
| 全域 | 福島市立福島第一小学校 | 福島市立福島第一中学校 |

## 交通

### 鉄道
- 町域内に鉄道施設はない。最寄り駅はJR東北本線福島駅。

### 道路
- 福島県道148号水原福島線・福島市道中町御山町線（奥州街道・旧国道4号）
- 福島県道水原福島線・福島市道中町太田町線（旧高湯街道・旧国道115号）
- 福島市道中町柳町線（東裡通り）
- 福島市道早稲町清明町4号線（西裡通り）

### バス停留所
- 福島中町停留所
  - 福島駅東口行（福島交通一般路線バス・高速バス降車専用）
  - 相馬・仙台空港行（会津乗合自動車高速バス）

## 施設
- 福島県自治会館
  - 復興庁福島復興局
- 福島県消防会館
  - 公益財団法人福島県消防協会
- 福島県林業会館
  - 福島県森林組合連合会
- 中町ビル
  - 福島中町郵便局
  - 自由民主党福島県支部
  - JTB福島支店
- 東邦銀行中町支店
- ホテルサンルート福島
- シティタワー福島
- サンライズ中町
  - 市営中町団地（借上市営住宅）
- 菊屋本店 - 1895年創業の羊羹が看板商品である福島市を代表する和菓子店。
- 旧藤金旅館 - 1868年創業の老舗旅館で、一部当時の建物を残しながらも2018年廃業。木戸孝允の筆による変額や竹久夢二寄贈の絵画などが館内に掛けられていた。